# Colline de l'observatoire

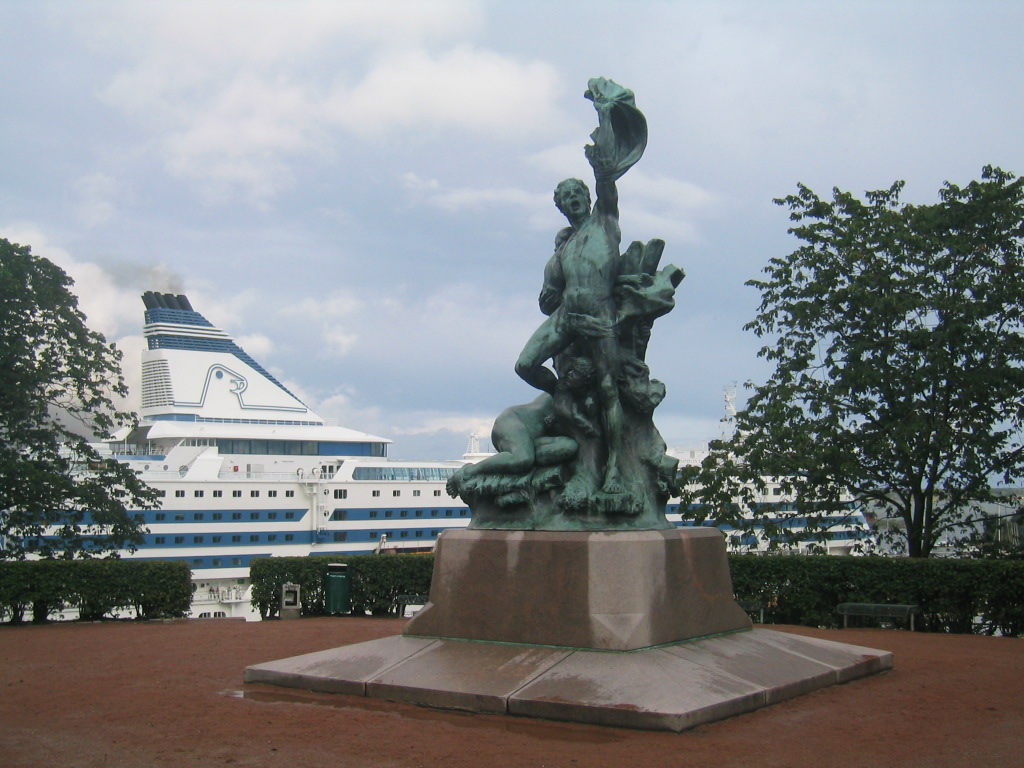
La sculpture Haaksirikkoiset ("les naufragés".

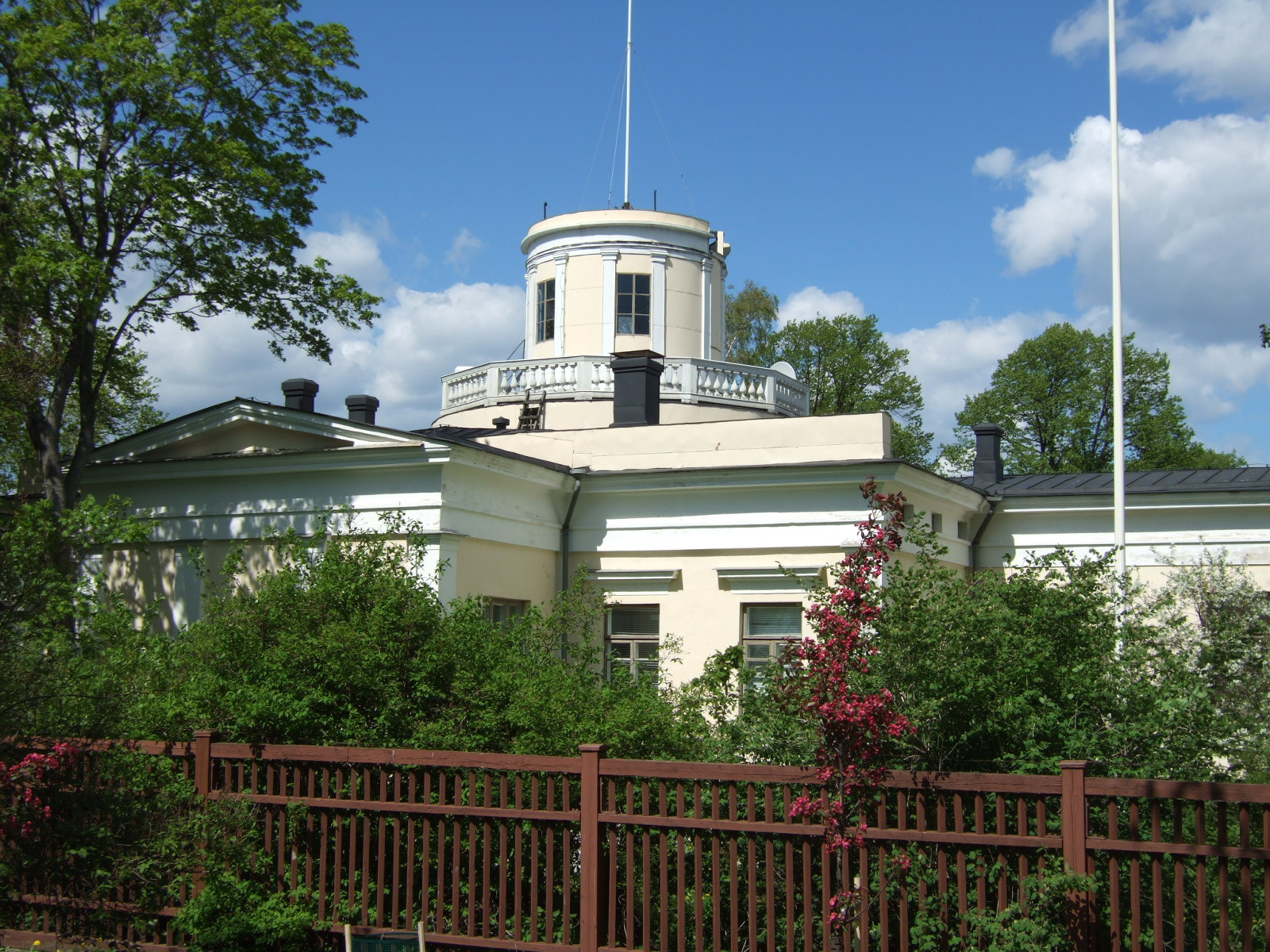
L'observatoire de l'université d'Helsinki.

La Colline de l'observatoire (en finnois : Tähtitornin vuori ou  Tähtitorninmäki; en suédois : Observatorieberget ou Observatoriebacken) est une colline rocheuse de 30 mètres de hauteur dans le quartier de  Ullanlinna à proximité du  port du sud d'Helsinki. La colline est occupée par un parc avec quelques bâtiments parmi lesquels ceux de l'ancien observatoire de l'université d'Helsinki. 

## Description
Au point culminant de la colline au sud de la rue Unioninkatu se trouve l'ancien observatoire de l'université d'Helsinki construit en 1834 qui a donné son nom à la colline. De nos jours l'observatoire sert encore pour l'enseignement et la recherche mais plus à faire de nouvelles découvertes d'objets célestes à cause de l'éclairage de la ville. Les astronomes se rendent plutôt à l'observatoire Metsähovi de Kirkkonummi ou à l'étranger. Depuis 1973, l'allée qui mène de la fin de la rue Unioninkatu jusqu'à la porte de l'observatoire s'appelle Kopernikuksentie ("Route Copernic"), en mémoire de Nicolas Copernic. Autrefois, la tour de l'observatoire était le point majeur d'Unionkatu  clairement visible  jusqu'à l'église du Kallio, mais de nous jours les arbres bordant l'allée Kopernikuksentie cachent presque entièrement la vue.
Un peu à l'ouest de l'observatoire, entre le parc et la rue Kasarmikatu, se trouve l'Hôpital chirurgical d'Helsinki. En bordure septentrionale du Parc, au début de la rue Unioninkatu s'élève l'Église allemande d’Helsinki. Sur la colline, à côté du port du sud se dresse la statue Haaksirikkoiset ("Les naufragés") sculptée par Robert Stigell en 1897. Sur la pente on peut aussi voir le monument créé en 2000 par Nils Haukelund et Rafael Wardi en mémoire des huit réfugiés juifs qui sont arrivés en Finlande mais furent livrés aux nazis. Dans la roche on a creusé un abri anti-aérien qui, pendant la paix, est utilisé comme aire de stationnement. Sur la pente au côté sud de la colline il y a deux îlots d'habitation longs et étroits. Entre ces îlots il y a un petit parc, Ullanpuisto, à travers duquel on peut voir Kaivopuisto, et plus loin, la mer jusqu'à l'horizon.
Il a été projeté d'agrandir le parc jusqu'à la baie de l'Eteläsatama et de transformer la rue Laivasillankatu en tunnel. Cet endroit sert actuellement au stationnement de camions.

## Fête de l'indépendance
Chaque année, au jour de l'indépendance de la Finlande (le 6 décembre), l'Association pour la culture et l'identité finnoise et les scouts du NMKY:n Katajat organisent à 9 heures un lever de drapeau auquel participe l'un des plus vieux chœurs finlandais: les Viipurin Lauluveikot. Cet évènement fut organisé pour la première fois en 1957 est radiodiffusé et télédiffusé en direct.